# Patai Mihály
Patai Mihály (Békéscsaba, 1953. június 21.–) közgazdász.

## Életpályája
Alap- és középfokú tanulmányai végeztével a Marx Károly Közgazdaságtudományi Egyetemen végzett 1976-ban. Egyetemi doktori címet 1979-ben szerzett. 
Az egyetem után 1977-ig hitel előadó volt a Magyar Nemzeti Bankban. 1978-tól 10 éven át dolgozott a Pénzügyminisztériumban tudományos kutatóként, majd pedig a Nemzetközi Pénzügyek főosztály helyettes vezetőjeként. 1988 és 1993 között a Világbank ügyvezető igazgatójának asszisztense volt Washingtonban.
Hazatérése után a Kereskedelmi és Hitelbank ügyvezető igazgatója volt (1993-1995), majd az Allianz Hungária Biztosító Rt. elnök-vezérigazgatója (1996-2006). 2006-tól 2019-ig az Unicredit Bank Hungary Zrt. elnök-vezérigazgatói posztját töltötte be.
Banki munkájával párhuzamosan 2008 decembere és 2011 szeptembere között a Budapesti Értéktőzsde Zrt. elnöke volt.
2011. április 15-én a Magyar Bankszövetség elnökévé választották. 2011. december 15-én a Bankszövetség megegyezést kötött a kormánnyal, hogy 2013-ban felére csökken, 2014-től pedig megszűnik a bankadó. Ennek ellenére 2012. november 12-én az országgyűlés olyan újabb, előre nem egyeztetett kormányzati intézkedéscsomagot fogadott el, amely újabb pénzügyi terheket rótt a bankokra. Emiatt másnap lemondott elnöki tisztségéről. Lemondása után 2013. márciusától 2019-ig ismét a Magyar Bankszövetség elnöke lett. 
2019. április 22-től hat évre, 2025-ig a Magyar Nemzeti Bank alelnöke és a Monetáris Tanács tagja.
Továbbá 2014-től a Magyar Közgazdasági Társaság alelnöke.
A Befolyás-barométer szerint 2014-ben ő volt Magyarország 24. legbefolyásosabb személye. 2020-ban a lista 31. helyén, míg 2023-ban a 47. helyén szerepelt.

## Nyelvtudása
Angolul, oroszul és németül beszél.

## Művei
- Hagelmayer István – Temesi Ferenc – Botos Katalin – Patai Mihály – Kovács Flórián László – Mátrai Miklós: Nemzetközi pénzügyek aktuális kérdései, Pénzügykutatási Intézet, 1977.
- Botos Katalin – Gyergyói Tiborné – Mátrai Miklós – Némethy Gyula – Patai Mihály – Réthy Imre – Szalkai István: Nemzetközi pénzügyek aktuális kérdései, Pénzügykutatási Intézet, 1980.
- Böröczfy Ferenc – Nyers Rezső – Patai Mihály: A szocialista integrációról, Kossuth, 1982.
- Inotai András – Patai Mihály: Adósságkezelési stratégia a kilencvenes évekre, Washington D.C., 1991
- Inotai András – Patai Mihály: Hungarian debt management strategy for the nineties, Washington D.C., 1991
- Patai Mihály: Bankkonszolidáció, 1992-1994, Magyarország politikai évkönyve, Demokrácia Kutatások Magyar Központja Alapítvány, 1995.
- Patai Mihály – Kurtán Sándor – Sándor Péter – Vass László: Európa a magyar pénzügyi szektorban, Magyarország politikai évkönyve, Demokrácia Kutatások Magyar Központja Alapítvány, Bp., 1997.
- Lőrik József – Szász Károly – Halász Sándor – Martinkó Károly – Nyers Rezső – Szőke András – Trunkó Barnabás – Erdei Tamás – Kiss Menyhértné – Antall Pál – Erdős Mihály – Patai Mihály: Magyar pénzügyi és tőzsdei almanach 2001-2002, Tas-11 Kft., 2002.
- Patai Mihály – Szarvas Ferenc – Rézmovits Ádám – Jaksity György – Temmel András – Trunkó Barnabás – Gál Róbert: Stabilitás Évkönyv 2008, Stabilitás Pénztárszövetség, Bp., 2008
- Patai Mihály: A Budapesti Értéktőzsde elmúlt egy éve, Magyar pénzügyi almanach, 2010.
- Patai Mihály – Parragh László – Lentner Csaba: Magyarország a változó világban, Éghajlak Könyvkiadó, Bp., 2015.
- Mihály Patai – László Parragh – Csaba Lentner: Hungary in a changing world, Éghajlat, Bp., 2019.
- Matolcsy György – Patai Mihály: Dimenzióváltás a pénzforgalomban: az azonnali fizetés bevezetésének története, Magyar Nemzeti Bank, 2020.
- György H. Matolcsy – Mihály Patai: New dimensions in payments: the history of the introduction of instant payments in Hungary, book series of the Magyar Nemzeti Bank, 2020.
- Matolcsy György – Patai Mihály – Dmitry Erokhin – Horváth Marcell: Eurázsia kora: a tudás, technológia, a pénz és a fenntartható geoökonómia jövőbeli irányvonalai, A Magyar Nemzeti Bank könyvsorozata, 2021.
- Dmitry Erokhin – György H. Matolcsy – Mihály Patai – Marcell Horváth: Age of Eurasia: future directions of knowledge, technology, money and sustainable geoeconomics, book series of the Magyar Nemzeti Bank, 2021.
- Alexandre Gautier – Matolcsy György – Patai Mihály – Horváth Marcell: Jelenünk a jövő: eurázsiai jegybankok az innováció élén: a Magyar Nemzeti Bank tanulmánykötete a jegybanki innovációról, A Magyar Nemzeti Bank könyvsorozata, 2022.

## Ösztöndíjai
- 1978 – KGST, Moszkva
- 1981 – Bécsi Egyetem, Ausztria
- 1985 – Hungarian International Bank, London, EK

## Egyéb üzleti megbízatásai
- A Magyar Telekom Távközlési Nyrt. igazgatósági tagja (1998-2006, majd 2012-2019. április).
- A Siemens magyarországi leányvállalatának felügyelő bizottsági tagja (2001-2019. február).
- A Budapesti Értéktőzsde Zártkörűen Működő Részvénytársaság (BÉT) igazgatóságának elnöke (2019-2023. december).
- A GIRO Elszámolásforgalmi Zártkörűen Működő Részvénytársaság (GIRO) igazgatóságának elnöke (2020-2023. szeptember).